# À l'attaque ! (court métrage)
Pour les articles homonymes, voir À l'attaque !.
Série Donald Duck
Pour plus de détails, voir Fiche technique et Distribution.
À l'attaque ! (Home Defense) est un court métrage d'animation américain de la série des Donald Duck, sorti le 26 novembre 1943 réalisé par les studios Disney.

## Synopsis
Donald Duck et ses neveux se chamaillent sous la forme d'une attaque aérienne.

## Fiche technique
- Titre original : Home Defense
- Titre français : À l'attaque ![1]
- Série : Donald Duck
- Réalisateur : Jack King
- Scénario : Carl Barks, Jack Hannah
- Animateur : Bill Justice, Hal King, Dick Lundy, Harvey Toombs
- Voix : Clarence Nash (Donald et ses neveux)
- Producteur : Walt Disney
- Société de production : Walt Disney Productions
- Distributeur : RKO Radio Pictures
- Date de sortie : 26 novembre 1943[2]
- Format d'image : Couleur (Technicolor)
- Son : Mono (RCA Sound System)
- Musique : Paul J. Smith
- Durée : 7 min
- Langue : (en)
- Pays :  États-Unis

## Voix françaises
- Sylvain Caruso : Donald Duck et ses neveux

## Commentaires
Dans ce film Donald est à nouveau confronté à la guerre en raison de la Seconde Guerre mondiale.

## Titre en différentes langues
D'après IMDb :
- Suède : Kalle Anka som luftbevakare